# Stazione di Montecarlo-San Salvatore
La stazione di Montecarlo-San Salvatore è una stazione ubicata sulla linea Firenze-Lucca, dispone di un fabbricato viaggiatori e due binari, il primo di precedenza usato per fare gli incroci, il secondo di transito.
Fermano prevalentemente i Regionali Firenze-Lucca e viceversa.